# Острогорський Михайло Іванович
Острогорский Михайло Іванович «Озеров» (1896 — 20 вересня 1937) — комуніст, державний діяч, член РСДРП (б) і ВУЦВК. Історик.

## Біографія
Народився в Росії в місті Єльці, Орловської губернії в 1896 році. Отримав середню спеціальну освіту.
До революції працював в Макіївці був членом РСДРП. У серпні 1915 покинув РСДРП і вступив в РСДРП (б).
Брав активну участь у революційних подіях в Донбасі в 1917—1920.
На 1-му Всеукраїнському з'їзді рад у Харкові 25 грудня 1917 року Острогорський був обраний членом ЦВКУ від Донбасу . З невідомих причин на початку 1918 року залишив ВЦВК і поїхав на Донбас в якому вів організаційні роботи до квітня 1918. Сам Острогорский вихід з ЦВКУ пояснював так: «основною причиною, яка штовхнула мене на вихід, була відсутність досить ясної концепції національної проблеми в Україні в той момент».
Після революції жив в Москві був на господарських посадах працював старшим консультантом в Управління промисловості будматеріалів Наркомместпрома РРФСР.
16 січня 1937 році був заарештований за підозрою в участі у контрреволюційній терористичній організації. 20 вересня 1937 році розстріляли. Був похований на Донському кладовищі могила № 1.
Реабілітований 29 липня 1958 року, визначенням Військової колегії Верховного суду СРСР.

## Наукова діяльність
Після революції активно брав участь у виданні і редагуванні історичного журналу «Літопис революції», в якому друкували його статті в більшості своїй пов'язані з революційними подіями в Донбасі 1917—1922. У 1929 році Михайло редагував одну з найбільших робіт з історії революції в Донбасі 1917—1922 «Боротьба за Жовтень на Артемівщині» збірник спогадів і статей.

## Автор праць
- М. Острогорский  — Ш . А.  Грузман. «Летопись революции» 1927. № 5-6 (26-27)
- М. Острогорский — Рабочее движение в Горловско-Щербино веком районе Донбасса(В годы империалистической войны) . «Летопись революции» 1928. № 3 (30)
- М. Острогорський — 3 історії більшовицької організації Горлівсько — Щербинівського району Донбаса (1901—1918 р.р.). «Летопись революции» 1930. № 5 (44)